# Hypatopa caedis
Hypatopa caedis  (лат.) — вид мелких молевидных бабочек рода Hypatopa из семейства сумрачные моли (Blastobasidae, Gelechioidea). Эндемик Коста-Рики (Центральная Америка). Длина передних крыльев 3,8 мм. Окраска передних крыльев беловато-коричневая; скапус усика и хоботок серовато-коричневые. Обладает сходством с видом Hypatopa leda, отличаясь от него деталями строения гениталий. Вид был впервые описан в 2013 году американским лепидоптерологом Дэвидом Адамски (David Adamski, Department of Entomology, Национальный музей естественной истории, Смитсоновский институт, Вашингтон). Название вида происходит от латинского слова caedes (убийство).